# Theo Plaul
Karl Theo Plaul (* 30. August 1928 in Zwickau; † 7. Januar 2017 in Weimar) war ein deutscher Ingenieur für Keramische Technologie.

## Leben
Plaul erwarb das Diplom im Ingenieurwesen. Er promovierte zum Dr. Ing. an der Bergakademie Freiberg 1965 Seine erste Veröffentlichung  Technologisches Praktikum: Keramisches Laboratorium wurde 1959 von der Deutschen Bauakademie, Zentrale Abteilung Hoch- und Fachschulen als Manuskript gedruckt und gilt als Studienmaterial der Fachschulen des Bauwesens. Plaul wohnte in Weimar.

## Veröffentlichungen
- Über das Zustandekommen, Messen und Deuten von Potentialdifferenzen in trockenen Tonen, Bergakademie Freiberg, Fachverlag für Hüttenwissenschaften, Dissertation vom 30. Okt. 1965
- Technologie der Grobkeramik 1: Rohstoffe, Aufbereitung, Formgebung, Verlag für Bauwesen, 3. Auflage, Berlin 1973
- Technologie der Grobkeramik 6: Herstellungs- und Prüfverfahren, Verlag für Bauwesen, 2. Auflage, Berlin 1969
- Technologisches Praktikum, Deutsche Bauakademie, Leipzig 1959
- Keramische Baustoffe, Bauglas, IAW Bauwesen, 13. Auflage, Leipzig 1990